# Wildwarner

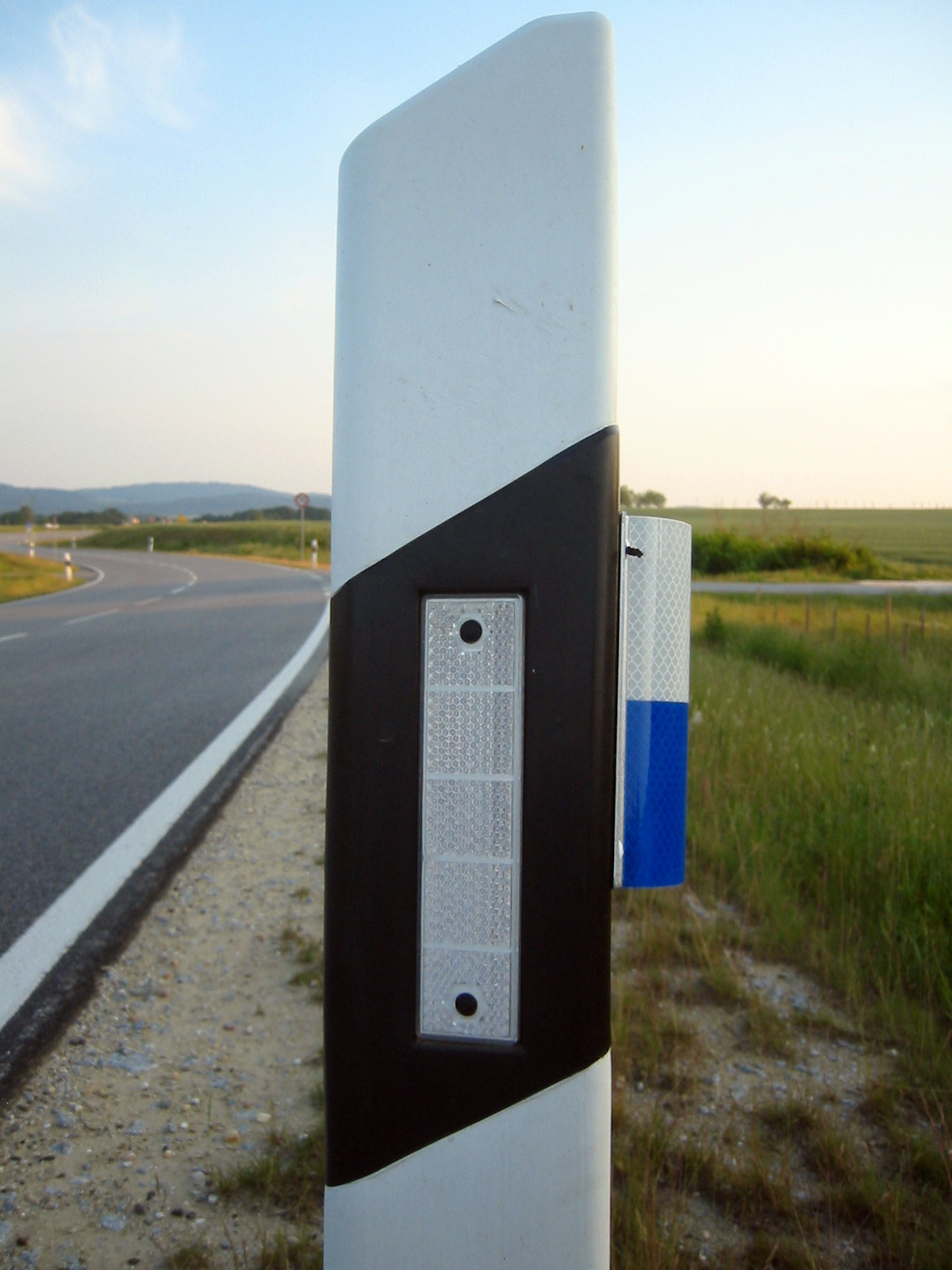
Typischer blauer Wildwarnreflektor (hier an der S119 zwischen Neukirch/Lausitz und Bautzen)

Wildwarner (auch Wildwarngeräte genannt) sind Wildwarnreflektoren, die das Wild in der Nacht davon abhalten sollen, vor herannahenden Autos eine Straße zu überqueren. Damit sollen Wildunfälle dort vermieden werden, wo physische Barrieren durch Wildschutzzäune problematisch oder zu teuer sind. Wildwarner am Straßenrand sind meist optische, oft rot oder blau reflektierende und akustische Geräte, die Signale zur Abschreckung der Tiere aussenden, aber auch die olfaktorische Wahrnehmung (Geruchssinn) der Tiere ansprechen.
Daneben werden im Automobil-Zubehörhandel Pfeifen mit der Bezeichnung „Wildwarner“ angeboten, die am Fahrzeug zu montieren sind und Töne hoher Frequenzen aussenden sollen. Deren Wirkung ist jedoch sehr umstritten.

## Wildwarner am Straßenrand
Zur Reflexion/Umlenkung von Scheinwerferlicht in Richtung Wild abseits der Straße werden Reflektoren (massiver Kunststoff oder Folie) benötigt, die einfallendes Licht etwa im rechten Winkel abstrahlen. Solche Reflektoren wirken wie ein Winkelspiegel aus zwei im Winkel von 135° zueinander stehenden Spiegeln mit gemeinsamer vertikaler Achse. Damit solche Reflektoren auch Geländeböschungen hinauf oder hinunter wirken, werden sie dem Gelände angepasst und gegenüber der Straßenebene gekippt. Effizient wirken sie, wenn ihre Oberfläche wie ein Planspiegel im Winkel von 45° zur Straßenachse steht. Reflektoren, die nicht nur rechtwinkelig ablenken, sondern einen Strahlenfächer erzeugen (z. B. 70/80/90/100/110°) haben zwar aus Sicht des zu warnenden Wilds weniger Helligkeit, doch eine breitere räumliche Wirkung. Es kann auch Reflektorfolie hergestellt werden, die eingestrahltes Licht horizontal gefächert wieder abstrahlt. In Österreich gilt dazu die Richtlinie Wildschutz (RVS 3.01). In Deutschland gibt es keine vorgeschriebene Norm.
Die häufigste und kosteneffektivste Ausführungsform stellen spezielle Reflexionsstreifen dar, die das Scheinwerferlicht der vorbeifahrenden Fahrzeuge in Richtung Wald oder Feld lenken. Dadurch soll eine Art Lichtzaun entstehen, der das Wild fernhält. Auf diese Weise funktionieren auch Wildwarner, die in der Schweiz aus leeren PET-Flaschen gebastelt werden. Diese Flaschen werden mit einer solchen Reflektorfolie umklebt und an kritischen Straßenabschnitten an Metallstangen neben dem Straßenrand aufgehängt werden; behelfsweise werden auch CDs benutzt.
Aktive, sonnenzellengespeiste Geräte sind mit einem Lichtsensor ausgestattet, der das Scheinwerferlicht herannahender Fahrzeuge erkennt und daraufhin einen auch vom menschlichen Ohr gut hörbaren, unterbrochenen Piepton erzeugt. Durch dieses Piepen sollen Wildtiere gewarnt werden, die die Straße überqueren wollen. Manche Geräte geben zusätzlich ein blaues Blinksignal ab. Die Stromversorgung wird über eingebaute Solarzellen sichergestellt. Diese Art der Geräte wird teilweise unter dem Namen Akustischer Reflektor angeboten. Solche Wildwarner werden von Jagdverwaltungen, Jagdpächtern oder Straßenämtern installiert. Die Lichtdetektoren erreichen ihre höchste Empfindlichkeit erst bei ausgeprägter Dunkelheit. Ist es ausreichend dunkel, kann ein solcher Warner ausgelöst werden, indem der Sensor gezielt mit einer Stirnlampe oder mit dem schmalen Lichtstrahl der Fahrradbeleuchtung angeleuchtet wird. Motorisierte hören den Ton nur, wenn sie in einem nicht allzu gut gedämmten Auto sitzen und sich nicht selbst zu viel Motorlärm oder Musik aussetzen. Das Piepen warnt Menschen nicht vor konkretem Auftreten vor Wild, sondern macht sie nur allgemein darauf aufmerksam, dass sie eine Stelle mit Wildwechselgefahr befahren.
Wildwarner können an bekannten kritischen Wildwechseln am Straßenrand installiert werden. Zumeist werden dazu die Geräte an den schon vorhandenen Leitpfosten montiert. In Deutschland ist einerseits das Anbringen von Reflektoren durch Privatpersonen an Einrichtungen, die neben der Fahrbahn als Teil der Straße gelten, nicht erlaubt. Andererseits führe eine Zusammenarbeit mit den Verkehrsbehörden zu positiven Ergebnissen.
Oktober 2015 testeten HTL-Schüler aus Lienz Wildwarner erstmals in der Straßenpraxis. Sie sind auf Leitpflöcke zu stecken und enthalten eine solargespeiste akkubetriebene Wärmebildkamera, die Wild erkennt und Autofahrer per Lichtsignal vor konkret auftretendem Wild warnen. Per Funk werden Nachbarstationen verständigt, die dann ebenfalls Signal geben.

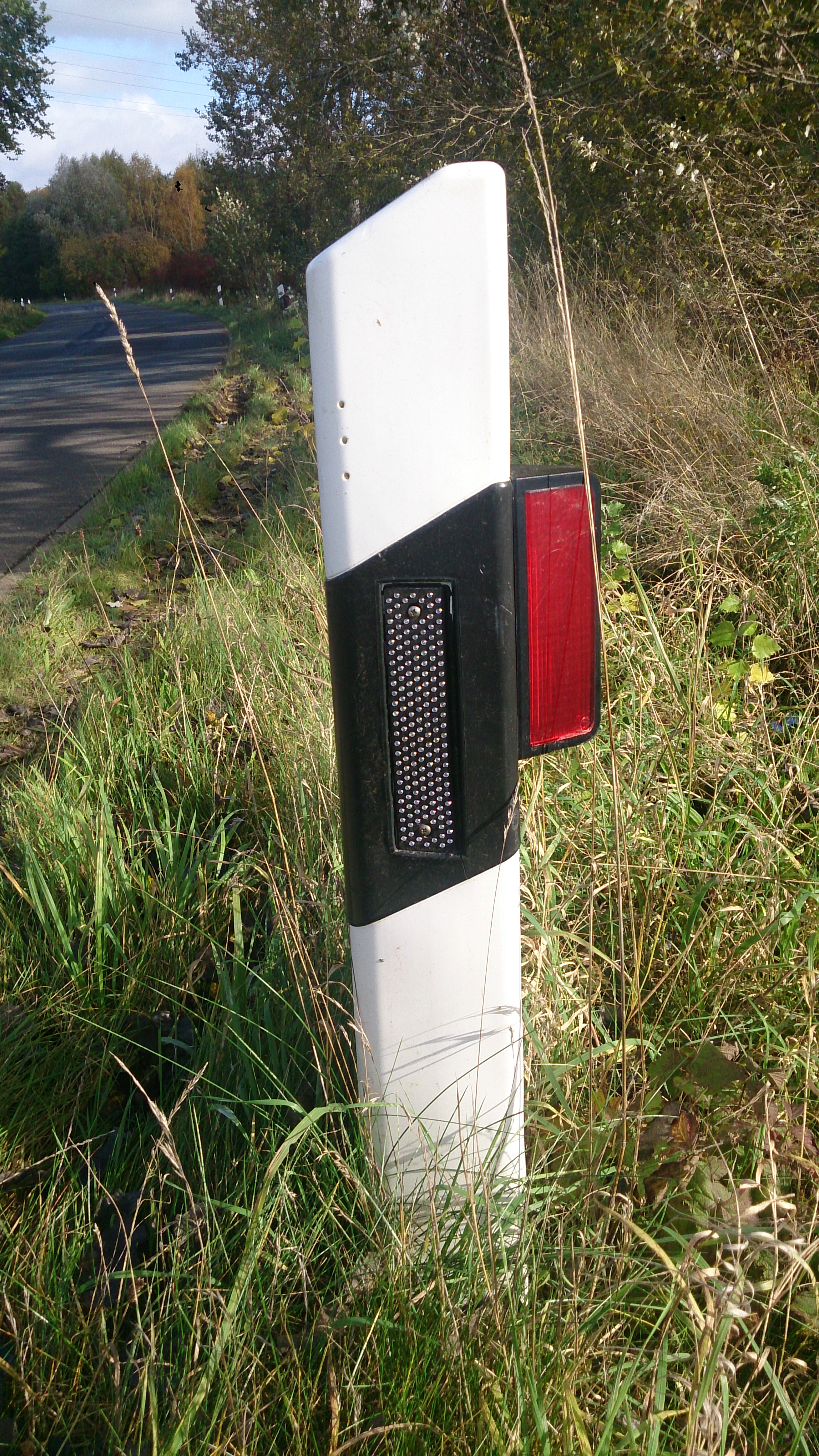
Einfacher Reflektor (rot, Deutschland)
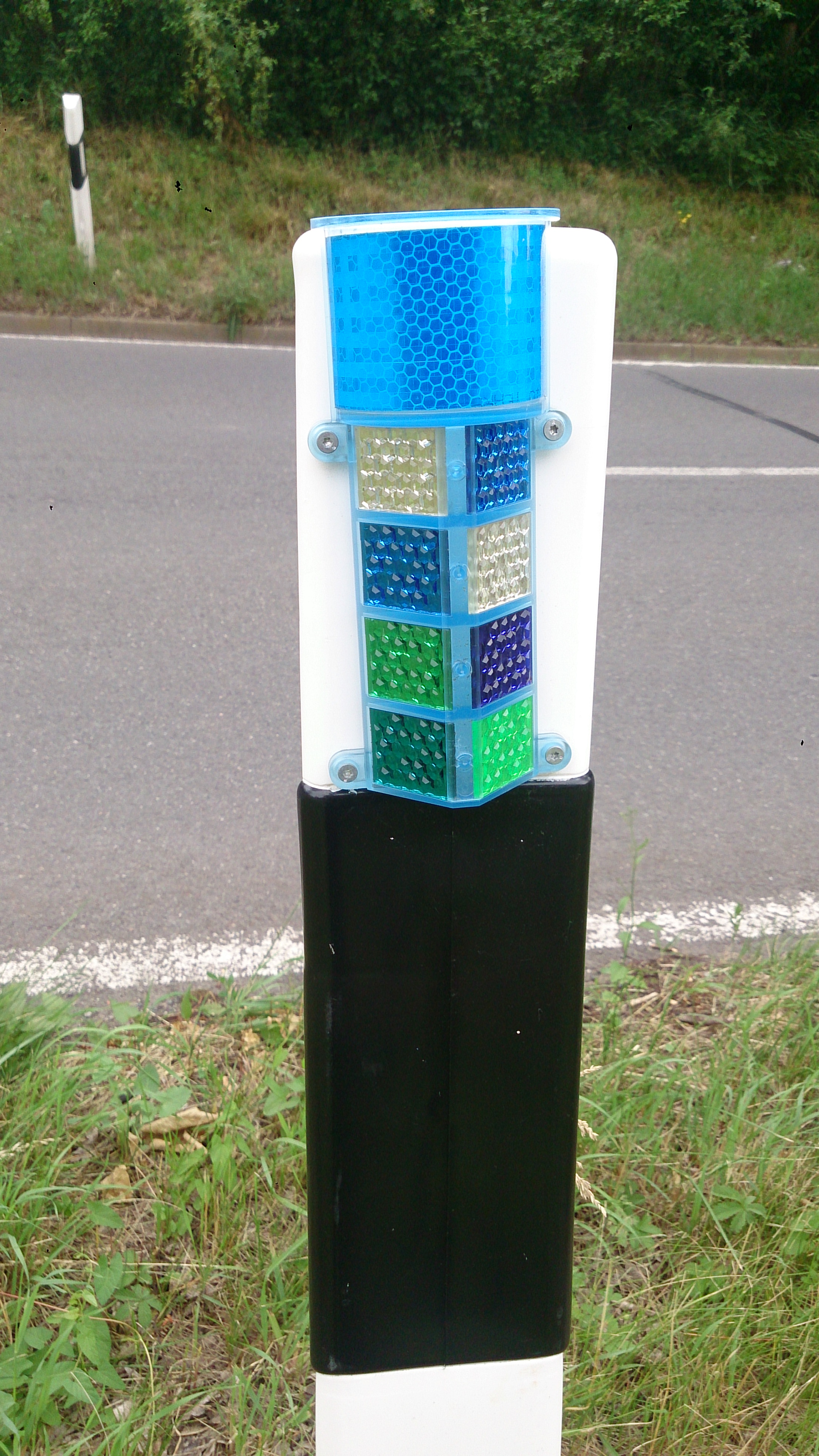
Mehrfarbiger Reflektor (Deutschland)
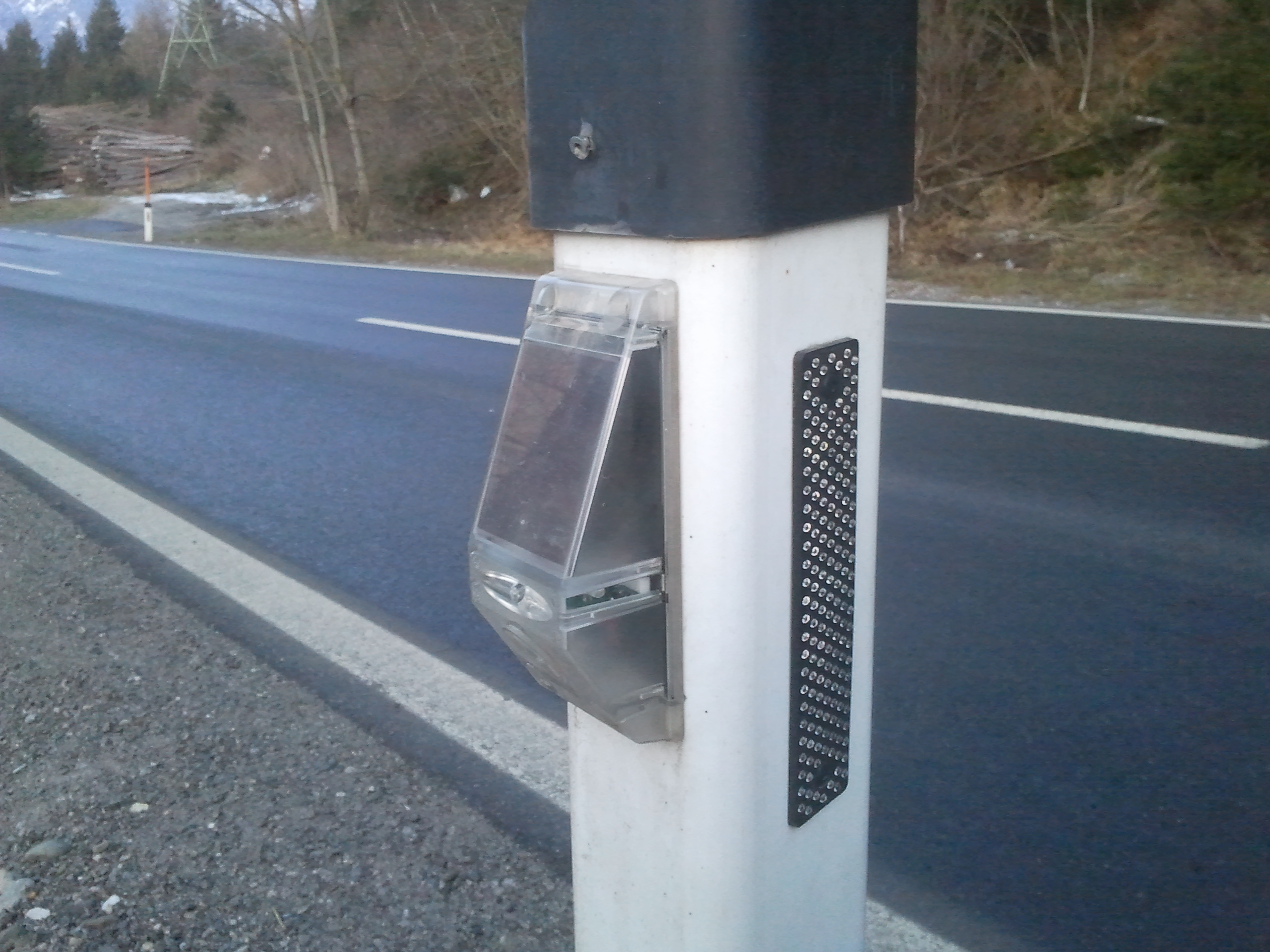
Elektronisches Wildwarngerät (Österreich, an der L38 bei Igls)
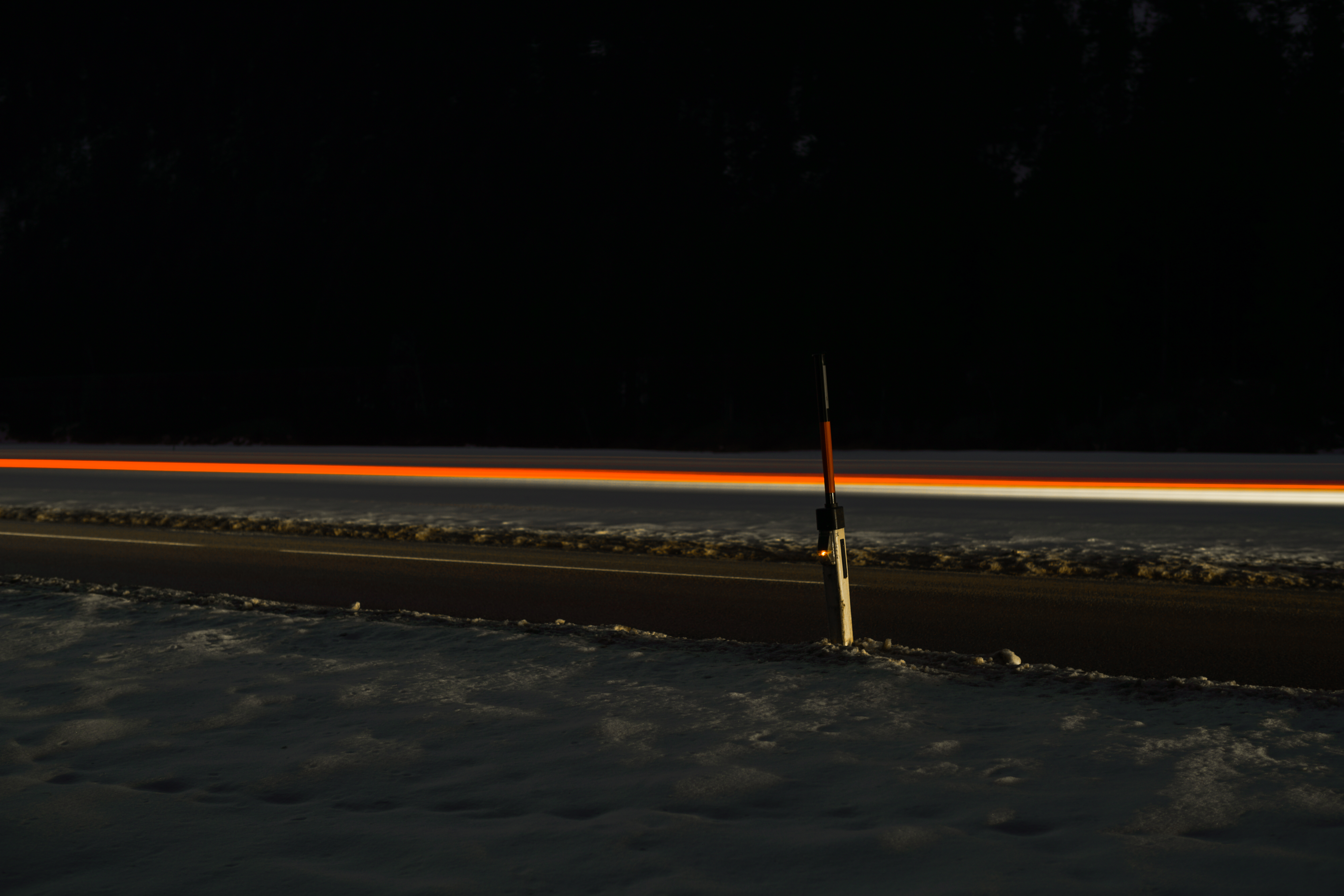
Elektronisches Wildwarngerät mit Ton- und sichtbarem Lichtsignal (gelb) in Funktion (Tirol, B198 bei Weißenbach)
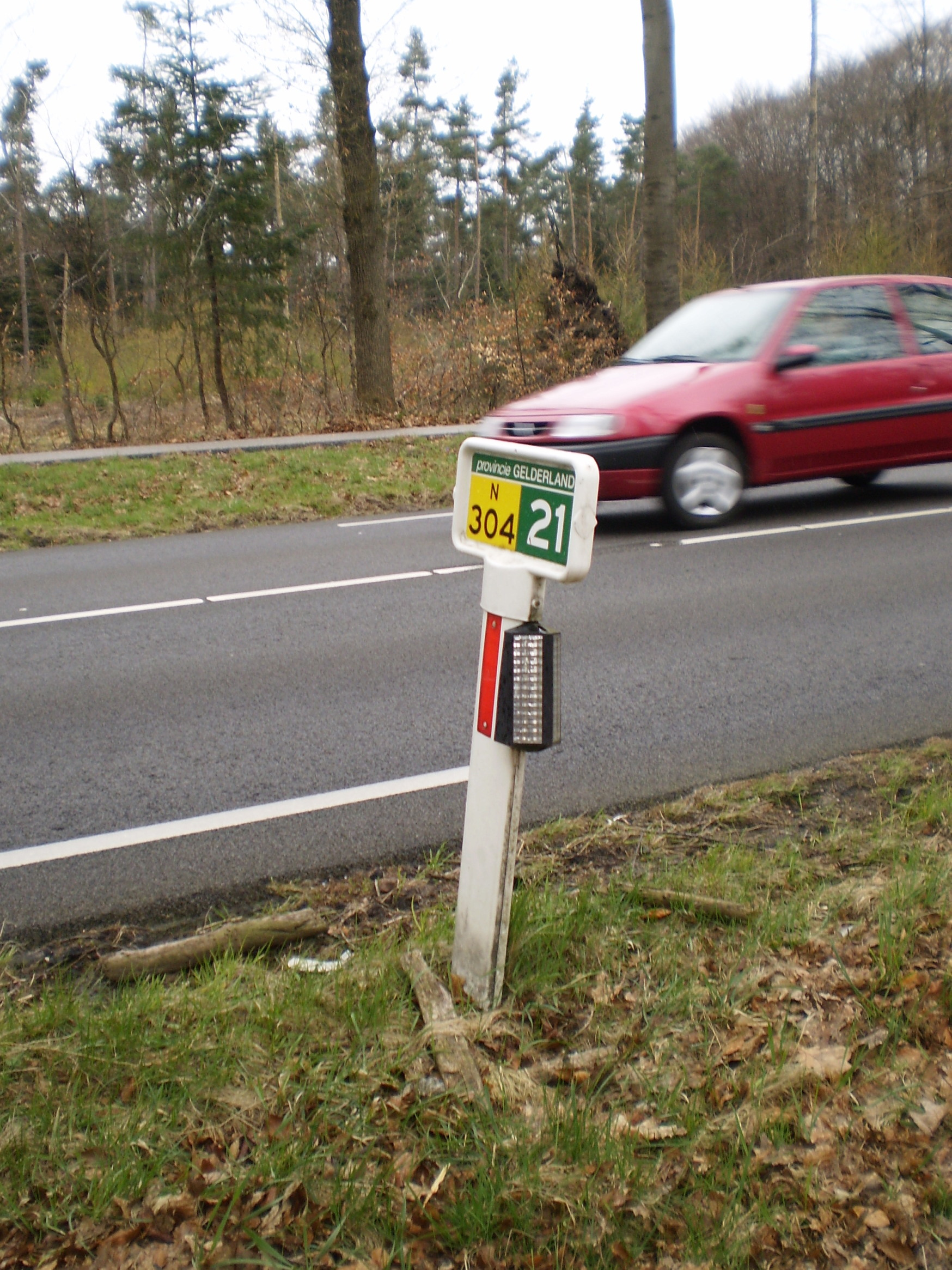
Ein einfacher Wildwarner mit passivem Reflexionsstreifen (Niederlande)
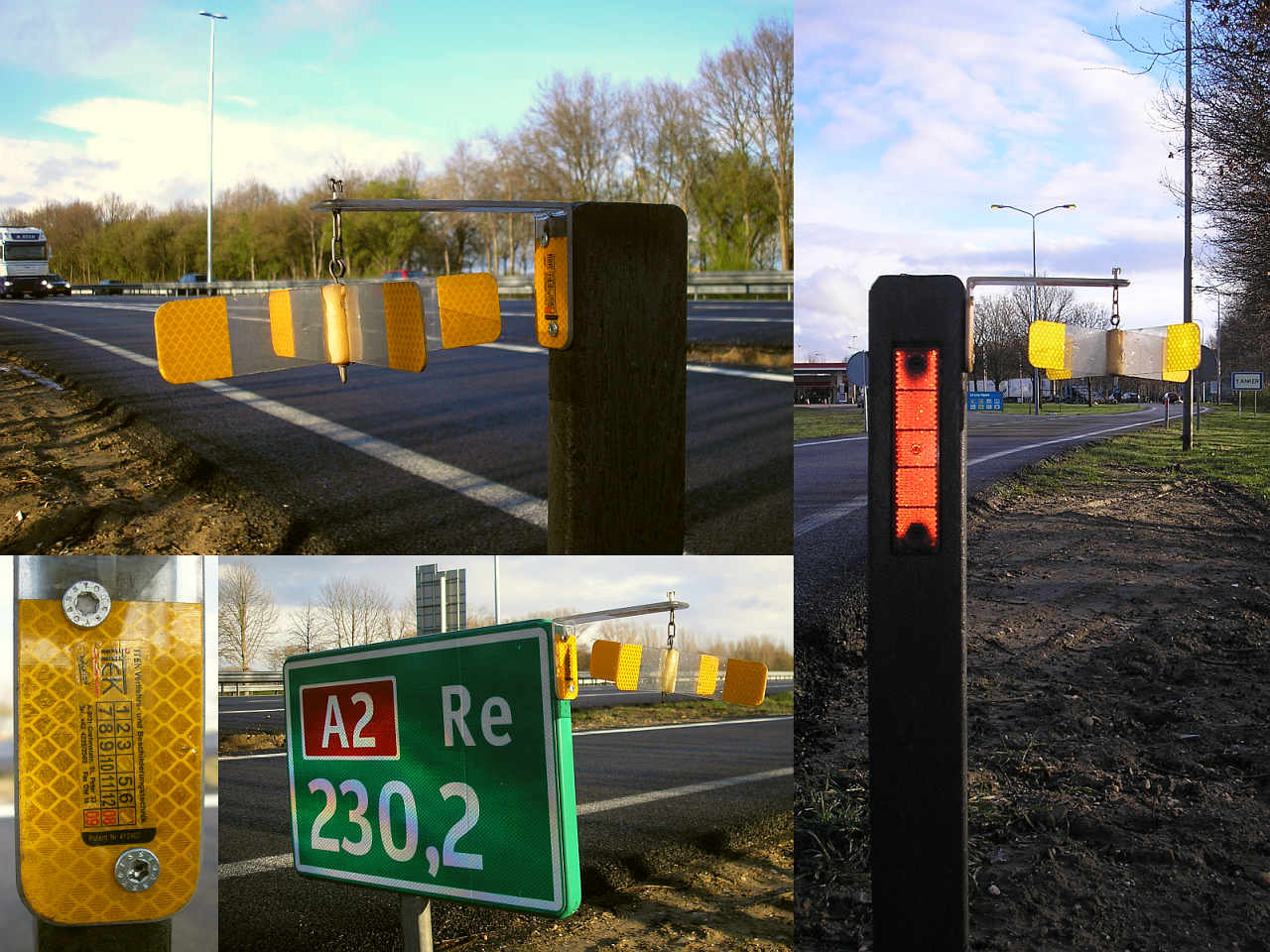
Wildwarnreflektor (Niederlande)
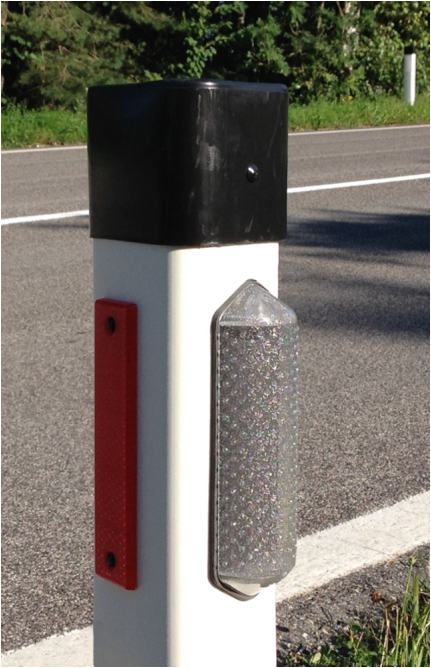
Halbkreisreflektor

## Wildwarner am Fahrzeug
Diese Art der Geräte werden an der Fahrzeugfront oder im Motorraum angebracht. Sie erzeugen entweder elektrisch bei eingeschaltetem Fahrlicht oder durch den Fahrtwind ein Ultraschallsignal. Dieses Signal soll das Wild abschrecken. Der Nutzen dieser Art Geräte ist umstritten.

## Alternative Methode: Duftzaun
Zur Verhinderung von Wildunfällen werden alternativ auch Duftmarken gesetzt. Der so genannte Duftzaun wirkt als Repellent und soll das Wild vom Überqueren der Straße abhalten. Feldversuche in verschiedenen Ländern kamen teils zu unterschiedlichen Wirksamkeitseinschätzungen; eine zweijährige Studie in Deutschland ermittelte 2011 einen Verunfallungsrückgang um 60 %.

## Kritik
Die Wirkung von Wildwarnern wurde und wird verschiedentlich überprüft. Zum Teil ergab sich bei Untersuchungen im Auftrag der Hersteller eine deutliche Verbesserung der Unfallsituation, die auf den Einsatz von Wildwarnern zurückgeführt wurde. Zum Teil konnte in unabhängigen Untersuchungen hingegen keine oder nur eine geringe positive Wirkung nachgewiesen werden. Kritisiert wird in der ADAC-Fachinformation über Wildunfallprävention insbesondere bei einigen Untersuchungen eine falsche Bezugsgröße, eine zu geringe statistische Absicherung, ein zu kurzer Untersuchungszeitraum, eine unzureichende Berücksichtigung äußerer Einflussgrößen und eine gezielte Stichprobenauswahl von besonders erfolgreichen Strecken.
Maßnahmen zur Reduzierung von Wildunfallzahlen werden häufig an Streckenabschnitten vorgenommen, die im Vorjahr eine besonders hohe Zahl von Fallwild verzeichneten. Aber auch ohne eine zusätzliche Maßnahme folgt in der Regel auf derartigen Strecken eine Periode mit niedrigeren Fallwildzahlen. Wird als Bezugsgröße die besonders hohe Zahl von Fallwild und nicht der langjährige Durchschnitt verwendet, so wird der Erfolg von Wildunfallpräventionsmaßnahmen überschätzt. In vielen Untersuchungen bestätigen sich positive Ergebnisse lediglich als zeitlich begrenzte Tendenz. Zudem wurde beobachtet, dass sich das Wild entlang der mit Warngeräten präparierten Streckenabschnitte bewegt und auf benachbarte Stellen ohne Wildwarner ausweicht, der Wildwechsel folglich verlagert wird. Insbesondere eine Gewöhnung des Wildes in der Langzeitwirkung scheint möglich.
Aber auch äußere Faktoren beeinflussen die Untersuchungsergebnisse. Neben schwankendem Verkehrsaufkommen wirken sich wechselnde landwirtschaftliche Nutzung angrenzender Flächen, lokale Wetterbedingungen, Störungen oder jagdliche Entnahme des Wildes auf die Anzahl der Wildunfälle aus. Alle Einflüsse zusammen führen auch ohne Einsatz von Wildwarngeräten zu erheblichen Schwankungen über die Jahre. Einige Projekte wie das Schweizer Präventionsprojekt «Weniger Wildunfälle!» beinhaltet neben dem Aufstellen von akustisch-optischen Wildwarnern als wichtige Säule die Sensibilisierung und Information der Bevölkerung. Die Hauptbotschaft der während der Kampagne verteilten Flyer war, dass angepasste Geschwindigkeit den besten Schutz vor einer Kollision mit Wild bietet. Der Autofahrer könne durch das Erkennen von Reflektoren an den Leitpfosten unbewusst oder bewusst die Geschwindigkeit reduzieren und die Aufmerksamkeit steigern: „So ist noch unklar, ob optische Maßnahmen vorrangig auf die Wildtiere oder eher auf die Verkehrsteilnehmer wirken.“
Wildwarner (egal ob aktive Geräte oder passive Reflektoren) benötigen zur Aktivierung das Scheinwerferlicht der Fahrzeuge. Sie funktionieren daher nur richtig bei Dämmerung oder Nacht. Gerade bei gefährlichen Straßenführungen wie starken Kurven, Mulden oder Kuppen kann das Scheinwerferlicht die Wildwarner deutlich später erreichen und damit die Vorwarnzeit reduzieren. Aufgewirbelter Straßenschmutz oder Taumittel können die Reflektoren oder Sensoren verschmutzen und so die Wirkung zusätzlich beeinträchtigen. Außerdem können Wildwarner durch Unfälle oder Vandalismus beschädigt werden oder ausfallen. Die einwandfreie Funktion der Wildwarner muss daher immer wieder kontrolliert werden.